# Open Rails
Az Open Rails a Microsoft Train Simulator nevű vasútszimulátorral kompatibilis, de C#, Monogame alapokon teljesen újraírt szimulátor, amely a kompatibilitás mellett nagyon sok, a Train Simulatorban nem látott funkciót is tud, pl 3D vezetőfülkék, menetrendek, változó időjárás, scriptek stb.
Mivel a grafikus motor is új, bár az MSTS tartalmakat nem néznek ki sokkal jobban benne, de megvan a lehetőség részletesebb, szebb tartalmak kivitelezésére, és a meglévő tartalmak is sokkal jobb teljesítménnyel futtathatóak, köszönhetően annak, hogy az Open Rails jobban kihasználja a grafikus kártyák, és a több magos processzorok képességeit. Fejlettebb továbbá a fizikai szimuláció, és a forgalomirányító mesterséges intelligencia, és a hangrendszer is.

## Használata
Működése letisztultabb, mint a Microsoft Train Simulatornak, viszont használata lényegében ugyanaz.[forrás?]  A pályák/vonatok hozzáadása a "Tartalom" opcióban érhető el.

## Gépigény
Az Open Rails gépigénye a következő:
- Processzor : 2.0 GHz (32 vagy 64 bit),
- Memória : minimum: 0,5 GB, ajánlott: 4 GB,
- Merevlemez : 50 MB (de a modellek sok helyet igényelnek. Továbbá, a Microsoft Train Simulator 6 útvonalához további 1,4 GB szükséges),
- Grafika : legalább Windows 7-tel kompatibilis grafikus vezérlő.

## Az Open Rails Magyarország
Az Open Rails Magyarország honlapja Archiválva 2018. május 30-i dátummal a Wayback Machine-ben